# شيغه-رو أودا
شيغه-رو أودا (باليابانية: 小田滋؛ بالكانا: おだ しげる) هو مستشار حقوقي ‏ وقاضي ومحامي ياباني، ولد في 22 أكتوبر 1924 في سابورو في اليابان.